# Tracy Morgan
Tracy Jamal Morgan (New York, 10 novembre 1968) è un attore e comico statunitense, conosciuto soprattutto per aver lavorato nelle serie televisive Saturday Night Live e 30 Rock, dove interpreta il personaggio di Tracy Jordan.

## Carriera

### Primi anni
Morgan è nato a Brooklyn, New York, ed è il figlio di Jimmy Morgan, un musicista morto di AIDS quando Tracy aveva 17 anni. Dopo aver frequentato la De Witt Clinton High School nel Bronx, è stato scoperto nel 1984, durante uno spettacolo all'Apollo Theater. Precedentemente, prima di cominciare la sua carriera nello spettacolo, è stato un imbianchino per la L&L Painting and Rose Company.
Morgan ha poi ottenuto un ruolo in Martin, interpretando Hustle Man: questo personaggio vendeva degli oggetti casuali, sfruttando un suo tormentone ("What's happ'n, chief?") e aveva un chihuahua vestito come un rapper. Nel 2003, è apparso in un film di Chris Rock, intitolato Head of State: nel suo ruolo, è apparso come un uomo appassionato di televisione, chiedendo alle altre persone perché non guardassero Martin.
Tracy è comparso regolarmente anche in Uptown Comedy Club, una commedia realizzata con diversi sketch e registrata ad Harlem e che è andata in onda dal 1992 al 1994, su diversi canali. Ha avuto un ruolo anche nello show della Home Box Office (HBO) Snaps.

### Saturday Night Live
Morgan è entrato a far parte del cast del Saturday Night Live nel 1996, dove ha lavorato regolarmente fino al 2003. Morgan ha interpretato un diverso numero di personaggi nello show, inclusi Brian Fellow(s), Dominican Lou, Bishop Don "Mack" Donald (dallo sketch Pimp Chat), Astronaut Jones, African Andy, Benny the Bengal e Woodrow, un senzatetto che vive nelle fogne e che, nonostante la sua malattia mentale, è gradito alle vip (come Britney Spears e Kate Hudson) che invita nella sua "casa". Morgan è accreditato anche per le imitazioni di Aretha Franklin, Harry Belafonte, Maya Angelou, Samuel L. Jackson, Louis Armstrong, Mike Tyson, il giudice Greg Mathis, Lou Bega, Mr. T, Tito Jackson, Petri Hawkins-Byrd, Star Jones e Al Sharpton. Il 14 marzo 2009, Morgan è tornato al Saturday Night Live come ospite e ha ripreso i suoi ruoli di Brian Fellow e Astronaut Jones.

### 30 Rock
Morgan è stato membro del cast di 30 Rock, interpretando il personaggio di Tracy Jordan, una caricatura di se stesso. Il suo lavoro nella serie gli ha fatto guadagnare una nomination come Outstanding Supporting Actor in a Comedy Series agli Emmy 2009.

### Altri lavori
Morgan ha avuto uno show personale intitolato The Tracy Morgan Show, ma è stato cancellato dopo una sola stagione.
Ha anche avuto uno spettacolo chiamato One Mic, andato in onda su Comic Central. È stato il primo ospite degli Spike Guys' Choice Awards, andati in onda il 13 giugno 2007. Nel 2003, ha partecipato a un episodio di Punk'd, dove la sua macchina è stata trainata da uno valet parking. Morgan può essere anche ascoltato come Spoonie Luv su Comedy Central, nel programma Crank Yankers e nella serie Where My Dogs At? su MTV2.
È stato poi protagonista di spot pubblicitari per i videogiochi ESPN NFL 2K, ESPN NBA 2K e ESPN NHL 2K, assieme a Warren Sapp, Ben Wallace e Jeremy Roenick. Ha partecipato al film L'altra sporca ultima meta, con protagonista Adam Sandler, nel ruolo di un prigioniero travestito.
Morgan ha condotto gli Hip Hop Honors per quattro anni consecutivi. Ha condotto anche la terza stagione di Scare Tactics su Sci Fi Channel, programma in cui una telecamera nascosta ha ripreso le reazioni della gente alle loro peggiori paure.

## Vita privata
Morgan è sposato con Sabina, conosciuta alle superiori nel 1985. Hanno tre figli: Tracy Jr. (nato nel 1986), Malcolm (nato nel 1987) e Gitrid (nata nel 1991). Morgan ha chiesto il divorzio dopo ventitré anni di matrimonio, depositando una petizione alla Bronx Supreme Court il 7 agosto 2009.
Nel 2011 si è legato all'attrice e modella Megan Wollover e nel 2015 si sono sposati; hanno avuto una figlia, Maven Sonae, nel 2013.
Nel 1996, gli è stato diagnosticato il diabete, ma ha rifiutato le prescrizioni mediche e non ha cambiato la sua dieta. Dopo un malore sul set di 30 Rock, Morgan ha deciso di seguire i consigli del suo dottore.
La notte tra il 7 e l'8 giugno 2014, mentre si trovava nella sua limousine a New York, è stato tamponato da un camion a causa di un colpo di sonno del conducente. Nell'incidente, in cui sono rimasti coinvolti sei automezzi, è morta una persona. Tracy Morgan viene trasportato d'urgenza in ospedale dove viene dichiarato in condizioni critiche. Insieme a lui anche altre due persone sono ricoverate in condizioni critiche.

### Abuso di alcool
Il 3 dicembre 2005, Morgan è stato arrestato ad Hollywood per guida in stato d'ebbrezza, completamente nudo ed in possesso di un pericoloso narcotico. Morgan non ha contestato niente ed ha patteggiato per i reati commessi. Il 28 novembre 2006 è stato nuovamente arrestato (sempre per guida in stato d'ebbrezza), ma stavolta a Manhattan.
Il 10 maggio 2007, una disc-jockey di Miami lo ha denunciato per i suoi problemi con l'alcool. Gli show che Morgan avrebbe dovuto fare in città nelle due notti successive sono stati cancellati. In accordo con i report della scena, Morgan aveva addosso l'odore dell'alcool, una potenziale violazione delle norme post-patteggiamento. Il 25 maggio, a Morgan è stato anche dato un braccialetto, che avrebbe controllato ogni trenta minuti se l'attore avesse bevuto, per novanta giorni. Il 19 settembre, ha ricevuto l'ordine di tenere il braccialetto per altri ottanta giorni, perché Morgan ha ammesso di aver violato la sua astinenza dall'alcool. Ripetute violazioni possono portare ad una condanna al carcere. Quando è stato intervistato da TV Guide prima dell'edizione 2009 dei Golden Globe, Morgan ha dichiarato di non toccare alcool da oltre un anno.

## Premi e riconoscimenti
- Premio Emmy:

2009, Outstanding Supporting Actor in a Comedy Series: 30 Rock, nominato.
- NAACP Image Award:

2008, Outstanding Supporting Actor in a Comedy Series: 30 Rock, nominato.
2007, Outstanding Supporting Actor in a Comedy Series: 30 Rock, nominato.

## Filmografia

### Cinema
- Half Baked, regia di Tamra Davis (1998)
- Due sballati al college (How High), regia di Jesse Dylan (2001)
- Jay & Silent Bob... Fermate Hollywood! (Jay and Silent Bob Strike Back), regia di Kevin Smith (2001)
- 30 Years to Life, regia di Vanessa Middleton (2001)
- Head of State, regia di Chris Rock (2003)
- L'altra sporca ultima meta (The Longest Yard), regia di Peter Segal (2005)
- Quel nano infame (Little Man), regia di Keenen Ivory Wayans (2006)
- First Sunday - Non c'è più religione (First Sunday), regia di David E. Talbert (2008)
- Superhero - Il più dotato fra i supereroi (Superhero Movie), regia di Craig Mazin (2008)
- Ragazze da sballo (Deep in the Valley), regia di Christian Forte (2009)
- I poliziotti di riserva (The Other Guys), regia di Adam McKay (2010) - cameo
- Poliziotti fuori - Due sbirri a piede libero (Cop Out), regia di Kevin Smith (2010)
- Il funerale è servito (Death at a Funeral), regia di Neil LaBute (2010)
- The Son of No One, regia di Dito Montiel (2011)
- Elaine Stritch: Shoot Me, regia di Chiemi Karasawa (2013)
- Top Five, regia di Chris Rock (2014)
- Accidental Love, regia di Stephen Greene (2015)
- Sballati per le feste! (The Night Before), regia di Jonathan Levine (2015)
- The Clapper, regia di Dito Montiel (2017)
- Botte da prof. (Fist Fight), regia di Richie Keen (2017)
- What Men Want - Quello che gli uomini vogliono (What Men Want), regia di Adam Shankman (2019)
- Il principe cerca figlio (Coming 2 America), regia di Craig Brewer (2021)

### Televisione
- Where My Dogs At? – serie TV, 8 episodi (2006)
- Totally Awesome, regia di Neal Brennan – film TV (2006)
- 30 Rock – serie TV, 136 episodi (2006-2013)
- The Last O.G – serie TV, 30 episodi (2018-2020)
- Nuovo Santa Clause cercasi (The Santa Clauses) – serie TV, episodio 2x03 (2023)

## Doppiaggio
- Marcus in Farce of the Penguins
- Io, lei e i suoi bambini (Are We There Yet?), regia di Brian Levant (2005)
- G-Force - Superspie in missione (G-Force), regia di Hoyt Yeatman (2009) - voce
- Rio 2 - Missione Amazzonia (Rio 2), regia di Carlos Saldanha (2014)
- Boxtrolls - Le scatole magiche (The Boxtrolls), regia di Graham Annable e Anthony Stacchi (2014)
- Prosciutto e uova verdi (Green Eggs and Ham) – serie animata, 13 episodi (2019-in corso)
- Scooby! (Scoob!), regia di Tony Cervone (2020)
- Spirited - Magia di Natale (Spirited), regia di Sean Anders (2022)

## Doppiatori italiani
Nelle versioni in italiano delle opere in cui ha recitato, Tracy Morgan è stato doppiato da:
- Oreste Baldini in 30 Rock (st. 4-7), Botte da Prof., Nuovo Santa Clause cercasi
- Pino Insegno in 30 Rock (st. 1-3), Il funerale è servito
- Fabrizio Vidale in Poliziotti fuori  - Due sbirri a piede libero, Accidental Love
- Nanni Baldini in First Sunday - Non c'è più religione
- Marco Vivio in L'altra sporca ultima meta
- Vittorio De Angelis in Quel nano infame
- Stefano Mondini in Superhero - Il più dotato fra i supereroi
- Tonino Accolla in Jay & Silent Bob... Fermate Hollywood!
- Metello Mori in Top Five
- Angelo Nicotra in Sballati per le feste
- Stefano Thermes ne Il principe cerca figlio

Da doppiatore è sostituito da:
- Luigi Ferraro in Gli eroi del Natale, Scooby!
- Fabrizio Vidale in G-Force - Superspie in missione, Boxtrolls - Le scatole magiche
- José Altafini in Rio, Rio 2 - Missione Amazzonia
- Antonio Palumbo in Where My Dogs At?
- Vittorio Stagni in Io, lei e i suoi bambini
- Franco Mannella in Prosciutto e uova verdi
- Gabriele Lopez in Spirited - Magia di Natale